# Tiepido
Il Tiepido (al Téved, in dialetto modenese) è un torrente dell'Emilia-Romagna.

## Percorso
Nasce dalla confluenza di apporti che provengono dai monti Cornazzano, Ravaglia e Monfestino, in località Malandrone di Granarolo, una frazione del comune di Serramazzoni e sfocia nel fiume Panaro in località Fossalta vicino a Modena, dopo aver percorso circa 30 km.
Nonostante il suo corso sia relativamente breve, esso presenta una notevole varietà in ambito paesaggistico ambientale, infatti è caratterizzato da estesi versanti coperti da boschi nel tratto di montagna, formazioni argillose di tipo calanchivo più a valle e giunto in pianura interrompe le geometrie tipiche delle coltivazioni padane. In quest'ultimo tratto sulle sue sponde è presente una cortina quasi continua di vegetazione in cui prevale la quercia, il pioppo e in misura inferiore la roverella, l'acero campestre, la robinia e il salice.
Lungo il suo percorso, in particolare tra Torre Maina, Castelnuovo Rangone ed i primi abitati di Modena si sviluppa un percorso naturalistico-sportivo attrezzato molto frequentato da podisti e ciclisti.

## Origine del nome
Secondo la leggenda, il nome "Tiepido" trae le sue origini dalla battaglia della Fossalta: il sangue dei caduti e dei feriti avrebbe "intiepidito" le fredde acque del torrente.
In realtà il Tiepido, dal latino «Tepidus», «a Tepidus acquis» (dalle acque tiepide), deve il suo nome alla temperatura dell'acqua che confluiva nel fiume dopo aver alimentato le terme romane di Torre Maina.

## Alluvioni
Il Tiepido è un torrente che a dispetto della sua modestissima portata, in casi di elevata piovosità, come quella del novembre 2010, può dar luogo a esondazioni, anche distruttive. Fino ai primi anni settanta la portata e le condizioni ecologiche del torrente e del suo contesto consentivano ancora sino al tratto pedemontano una limitata balneazione, definitivamente compromessa prima del decennio successivo.